# بی‌طرفی شبکه

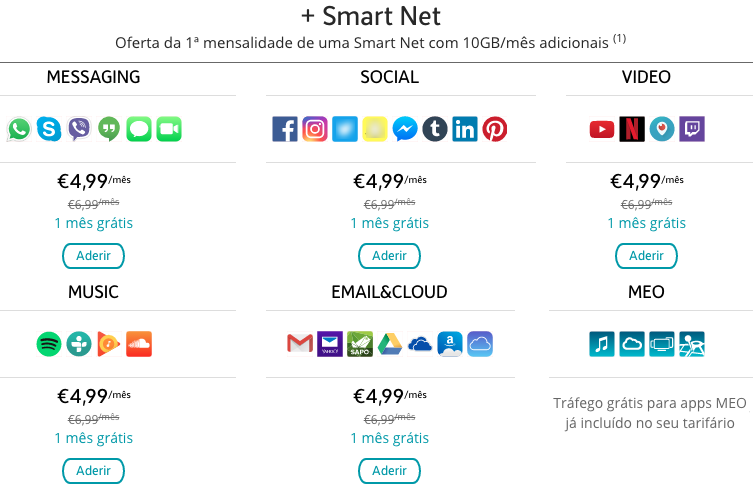
ام‌ای‌او، رساننده خدمات اینترنتی پرتغالی، قراردادهایی برای تلفن هوشمند ارائه می‌کند که محدودیت‌های دادهٔ ماهانه دارند و بسته‌های ماهیانهٔ اضافی برای خدمات داده مخصوص می‌فروشد. برخی این نوع قیمت گذاری را نمونه ای از دسترسی به اینترنت بدون حفاظت بی‌طرفی شبکه می‌دانند.

بی‌طرفی شبکه، بی‌طرفی اینترنت، یا بی‌طرفی نت (انگلیسی: net neutrality) اصلی است مبنی بر این که رساننده‌های خدمات اینترنتی باید با همهٔ داده‌ها در اینترنت به نحو یکسان رفتار کنند و بر اساس کاربر، محتوا، سایت، پلتفرم، اپلیکیشن، نوع ابزار الصاق شده یا نحوهٔ مخابرات تبعیض قائل نشوند. برای مثال طبق این اصل خدمت‌دهندگان اینترنت نباید برای داده‌های متفاوت بهای متفاوت مطالبه کنند.
لفظ «بی‌طرفی نت» را تیم وو استاد حقوق رسانهٔ دانشگاه کلمبیا در سال ۲۰۰۳ میلادی برای اولین‌بار به‌کار برد.

## استدلال‌های موافقان

### حقوق و آزادی‌های دیجیتال
هواداران بی‌طرفی شبکه استدلال می‌کنند که یک شبکهٔ بی‌طرف به رشد آزادی بیان و مشارکت دموکراتیک در اینترنت کمک می‌کند. سناتور ایالت مینه‌سوتای ایالات متحده، ال فرنکن، بی‌طرفی شبکه را مسئله‌ای مربوط به متمم اول قانون اساسی ایالات متحده آمریکا، که اجازهٔ محدود کردن آزادی بیان را نمی‌دهد، می‌داند.

## در کشورهای مختلف

### ایالات متحده
در ایالات متحده، بی‌طرفی شبکه موضوع اختلاف میان رساننده‌های خدمات اینترنتی و کاربران از دهه ۱۹۹۰ بوده‌است. تا سال ۲۰۱۵ هیچ حمایت حقوقی روشنی برای بی‌طرفی شبکه برقرار نبود.
در خلال سال‌های ۲۰۰۵ و ۲۰۰۶، شرکت‌های حامی دو طرف محتاطانه در کنگره لابی می‌کردند. بین سال‌های ۲۰۰۵ تا ۲۰۱۲ پنج تلاش برای تصویب قوانینی دربردارنده بیطرفی شبکه در کنگره شکست خورد. این تلاش‌ها در پی ممنوع کردن تبعیض قیمت از طریق اعمال قیمت‌های متغیر از سوی رساننده‌های خدمات اینترنتی مبتنی بر سطح کیفیت خدمات بود.
در آوریل ۲۰۱۴، کمیسیون ارتباطات فدرال (FCC) پیش‌نویس جدیدی از مقررات را طرح کرد که به رساننده‌های خدمات اینترنت اجازه می‌داد که به فراهم کنندگان محتوا امکان بهره‌برداری از مسیرهای پرسرعت تر برای ارسال محتوا را می‌داد. در ماه مه ۲۰۱۴، FCC دو گزینه را مدنظر قرار داد: نخست، اجازه استفاده از مسیرهای پهن باند سریع و آهسته؛ دوم، دسته‌بندی مجدد پهن باند به عنوان خدمات ارتباطی به گونه ای که بیطرفی شبکه حفظ شود. در نوامبر ۲۰۱۴، باراک اوباما، رئیس‌جمهور آمریکا، گزینه دوم را توصیه کرد. در ژانویه ۲۰۱۵، جمهوریخواهان لایحه ای را در مجلس نمایندگان ایالات متحده طرح کردند که هرچند بیطرفی شبکه را می‌پذیرفت اما FCC را از اعمال مقررات بیشتر بر ISPها بازمی‌داشت. در فوریه ۲۰۱۵، FCC به نفع بی‌طرفی شبکه مقررات گذاری کرد. بدین ترتیب، ارتباطات پهن باند را به عنوان خدمات ارتباطاتی نوع II در قانون ارتباطات ۱۹۳۴ دسته‌بندی کرد که طبق آن فراهم‌کننده دسترسی به اینترنت «حامل‌های عمومی» محسوب می‌شود و نه «فراهم کننده اطلاعات». این مقررات از ۱۲ ژوئن ۲۰۱۵ لازم الاجرا شد.
زمانی که آجیت پای در آوریل ۲۰۱۷ رئیس FCC شد، تصمیم به لغو این سیاست گرفت.
در ۱۴ دسامبر ۲۰۱۷ کمیسیون حکم به لغو سیاست بی‌طرفی شبکه داد.
یکی از مشهورترین موارد نقض بی‌طرفی که مورد انتقاد قرار گرفته‌است مربوط به شرکت خدمات دهنده اینترنت آمریکایی کامکست است؛ این شرکت از طریق Bandwidth throttling (کم کردن پهنای باند) سرعت برنامه‌های اشتراک فایل همتا به همتا را کاهش می‌داد.

### هند
از هند به عنوان کشوری که دارای پیشروترین و سخت‌گیرانه‌ترین قوانین بی‌طرفی شبکه در جهان است یاد می‌شود.  

## استدلال‌های مخالف
مخالفین مقررات بی‌طرفی شبکه رساننده‌های خدمات اینترنتی (ISPها) , شرکت‌های پهن‌باند و مخابرات، تولیدکنندگان سخت‌افزار رایانه، اقتصاددانان و فناوران سرشناس را شامل می‌شوند. بسیاری از شرکت‌های عمده سخت‌افزار و مخابرات مشخصا با تغییر طبقه‌بندی پهن‌باند به عنوان حامل مشترک تحت بخش دوم لایحه مخابرات ۱۹۳۴ مخالفند. ابرشرکت‌های مخالف این اقدام عبارتند از کامکست، ای‌تی اند تی، ورایزن کامیونیکیشنز، آی‌بی‌ام، اینتل، سیسکو سیستمز، نوکیا، کوالکام، برودکام، ژونیپر نتورکس، دی-لینک، وینتل، آلکاتل-لوسنت، کورنینگ اینکورپوریتد، پاناسونیک، اریکسون، و دیگران.
گری بکر اقتصاددان برنده جایزه نوبل در مقاله ای با عنوان «بیطرفی شبکه و رفاه مصرف‌کننده» منتشر شده در ژورنال حقوق و اقتصاد رقابت استدلال می‌کند که ادعاهای موافقین بیطرفی نت «اساس قانع کننده ای برای این مقررات گذاری به دست نمی‌دهد» چرا که در میان ارائه دهندگان دسترسی پهن باند «رقابت شایان توجهی و در حال رشدی» وجود دارد. اریک اشمیت رئیس هیئت مدیره گوگل اظهار می‌کند که با این که دیدگاه گوگل این است که نباید میان انواع مشابه داده‌ها تبعیضی قرار داده شود، تبعیض بین انواع متفاوت داده بی اشکال است موضعی که به گفته اشمیت گوگل و ورایزن عموماً بر آن اتفاق نظر دارند. به نوشته وال استریت ژورنال وقتی رئیس‌جمهور باراک اوباما در اواخر ۲۰۱۴ حمایتش را از قوانین قوی بیطرفی شبکه اعلام کرد اشمیت به یکی از مقامات ارشد کاخ سفید اعلام کرد رئیس‌جمهور اشتباه می‌کند. گوگل از آن زمان از بیطرفی شبکه حمایت کرده‌است.